# Radicaal 59
Radicaal 59 is een van de 31 van de 214 Kangxi-radicalen dat bestaat uit drie strepen.
In het Kangxi-woordenboek zijn er 62 karakters die dit radicaal gebruiken.

## Karakters met het radicaal 59
| Strepen | Karakter    |
| ------- | ----------- |
| + 0     | 彡          |
| + 4     | 形 彣 彤    |
| + 6     | 彥 彦       |
| + 7     | 彧 彨       |
| + 8     | 彩 彪 彫 彬 |
| + 9     | 彭          |
| + 10    | 彮          |
| + 11    | 彯 彰       |
| + 12    | 影          |
| + 19    | 彲          |

Klein zegelkarakter